# Gauthier de Tessières
Gauthier de Tessières (Clermont-Ferrand, 9 november 1981) is een Frans voormalig alpineskiër. Hij nam tweemaal deel aan de Olympische Winterspelen, maar behaalde geen medaille.

## Carrière
Tessières maakte zijn wereldbekerdebuut in december 2001 tijdens de reuzenslalom in Val-d'Isère. Op 13 december 2008 skiede Tessières naar een eerste podiumplaats in een wereldbekerwedstrijd op de reuzenslalom in datzelfde Val-d'Isère. Hij won nog geen wereldbekerwedstrijd.
In 2006 nam Fanara een eerste keer deel aan de Olympische Winterspelen 2006. Op de reuzenslalom eindigde hij 39e. Tijdens de Olympische Winterspelen 2010 deed hij net iets beter dan vier jaar ervoor: dit keer skiede Tessières naar een 31e plaats op de Super G. Tijdens de Wereldkampioenschappen alpineskiën 2011 behaalde hij een gouden medaille met het Franse team in de gemengde landenwedstrijd, op de reuzenslalom eindigde hij op de negende plaats.

## Resultaten

### Titels
Frans kampioen reuzenslalom – 2008
Frans kampioen super G – 2012

### Wereldkampioenschappen
| Jaar | Plaats      | Resultaten                   |
| ---- | ----------- | ---------------------------- |
| 2005 | Bormio      | DNF1 Reuzenslalom            |
| 2007 | Åre         | 22e Super G 29e Reuzenslalom |
| 2009 | Val d'Isère | 11e Super G 15e Reuzenslalom |
| 2011 | Garmisch-P. | 9e Reuzenslalom · Team       |
| 2013 | Schladming  | Super G                      |

### Olympische Spelen
| Jaar | Plaats    | Resultaten                    |
| ---- | --------- | ----------------------------- |
| 2006 | Turijn    | 39e Super G DNF1 Reuzenslalom |
| 2010 | Vancouver | 31e Super G DNS2 Reuzenslalom |

### Wereldbeker

#### Eindklasseringen
| Seizoen   | Algm | RS  | SG  |
| --------- | ---- | --- | --- |
| 2001/2002 | 139e | 51e | -   |
| 2002/2003 | 108e | 40e | -   |
| 2003/2004 | 111e | 41e | -   |
| 2004/2005 | 86e  | 29e | -   |
| 2005/2006 | 112e | 39e | 45e |
| 2006/2007 | 120e | -   | 35e |
| 2007/2008 | 111e | 42e | -   |
| 2008/2009 | 71e  | 22e | -   |
| 2009/2010 | 86e  | 29e | 38e |
| 2010/2011 | 57e  | 15e | 32e |
| 2011/2012 | 80e  | 32e | 38e |
| 2012/2013 | 64e  | 28e | 21e |
| 2013/2014 | 148e | 54e | -   |